# Grady Jarrett
Grady Jarrett (* 28. April 1993 in Conyers, Georgia) ist ein US-amerikanischer American-Football-Spieler auf der Position des Defensive Tackles. Er spielt für die Chicago Bears in der National Football League (NFL). Zuvor stand Jarrett zehn Jahre lang bei den Atlanta Falcons unter Vertrag.

## Frühe Jahre
Jarrett ging auf die Highschool in seiner Geburtsstadt Conyers im US-Bundesstaat Georgia. Später ging er zwischen 2011 und 2014 auf die Clemson University und spielte für die Clemson Tigers.

## NFL
Jarrett wurde im NFL Draft 2015 in der fünften Runde an 137. Stelle von den Atlanta Falcons ausgewählt. Seinen ersten Sack verzeichnete er am 13. Spieltag der Saison 2015 gegen die Tampa Bay Buccaneers. Nach der Saison 2016 erreichte er mit den Falcons den Super Bowl LI, welcher jedoch mit 28:34 verloren wurde. In diesem Spiel erzielte er 3,0 Sacks gegen Tom Brady. Nach der Saison 2019 und 2020 wurde Jarrett in den Pro Bowl gewählt.
Im März 2025 wurde Jarrett von den Falcons entlassen. Kurz darauf unterschrieb er einen Dreijahresvertrag im Wert von 43,5 Millionen US-Dollar bei den Chicago Bears.

## Persönliches
Sein Vater Jessie Tuggle war ebenfalls Footballspieler bei den Atlanta Falcons. Dort spielte er von 1987 bis 2000 als Linebacker. Am Tag, als Jarrett im NFL Draft ausgewählt wurde, brannte sein Haus nieder. Es waren zirka 40 Freunde und Familienangehörige zu der Zeit anwesend. Niemand wurde verletzt.